# Saggio di Tollens

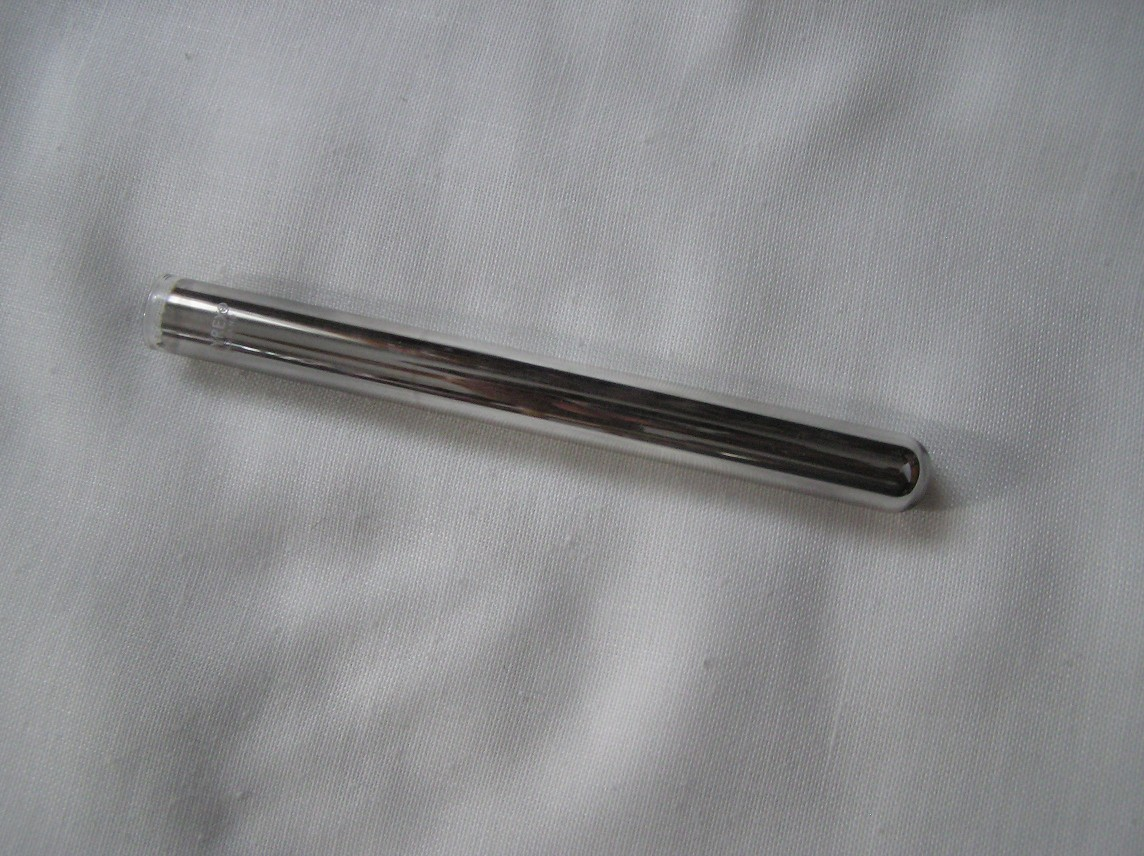
Risultato del saggio di Tollens sul glucosio

Il saggio di Tollens (chiamato anche "specchio d'argento") è un saggio chimico per l'individuazione delle aldeidi in una soluzione basato sull'utilizzo del reattivo di Tollens. Tale reattivo è, di solito, idrossiammoniato d'argento (ovvero ione diamminoargento). Le aldeidi reagiscono con il reattivo, mediante una reazione di ossidoriduzione, formando il corrispondente acido carbossilico e riducendo l'Ag da +1 a 0. L'argento metallico (a numero di ossidazione 0) forma sulle pareti della provetta un sottile strato a specchio, che permette chiaramente di verificare che la reazione sia avvenuta o meno (da cui il nome "specchio d'argento"), l'aderenza completa della patina di argento sulle pareti della provetta avviene solamente se la provetta è molto pulita, in caso contrario un foglio di argento si formerebbe rimuovendosi facilmente. Una volta che l'argento si è attaccato alle pareti non è semplice rimuoverlo, servirà grattarlo con forza o scioglierlo portando in soluzione con acido nitrico concentrato. 
Il Tollens è un saggio di riconoscimento usato in chimica per distinguere emiacetali e emichetali (riducenti) da acetali e chetali. Questi ultimi infatti vengono considerati non riducenti, poiché non interagiscono con il reattivo di Tollens.
Il reattivo di Tollens va preparato con discreta attenzione infatti potrebbe formarsi un esplosivo molto sensibile.

## Reazione
- Semireazione di riduzione:

 Ag(NH3)2+ + e− → Ag + 2 NH3 
- Semireazione di ossidazione:

 R-CHO + 3 OH− → RCOO− + 2 H2O + 2e− 
- Reazione globale:

2 Ag(NH3)2+ + R-CHO + 3 OH− → 2Ag + 4 NH3 + R-COO− + 2H2O 
Dove R-CHO rappresenta una qualsiasi aldeide.
Dal momento che la reazione avviene solo con un'aldeide, la formazione di uno specchio di argento metallico è indicativa della presenza di un gruppo funzionale aldeide.
La reazione di Tollens avviene anche con il glucosio.

## Preparazione
In una provetta, pulita attentamente e minuziosamente con acqua e risciacquata con acqua deionizzata, si pongono circa 2 mL di una soluzione di nitrato d'argento al 10% e 2 mL di una soluzione di idrossido di sodio al 10%. Mescolare bene con una bacchetta di vetro fino a quando non si forma un precipitato scuro di ossido di argento. Questo viene poi solubilizzato aggiungendo goccia a goccia una soluzione di ammoniaca al 10% nella minima quantità sufficiente a sciogliere completamente il precipitato (attenzione: il massimo quantitativo di soluzione totale nella provetta è 5-6 ml; se il precipitato non si solubilizza decantare il liquido in un'altra provetta). A questo punto il reattivo di Tollens è pronto.
Per eseguire il test si aggiungono nella provetta 2 gocce di campione e si lascia la provetta a 60 °C per 3 minuti: se il campione è un'aldeide, sulle pareti della provetta si depositerà uno specchio di argento metallico. 
Nelle condizioni di reazione può formarsi nitruro di argento (o argento fulminante, Ag3N) che è altamente esplosivo. Per impedire che questo accada, subito dopo il saggio si lava la provetta con acido nitrico diluito. Il meccanismo con cui l'esplosivo si forma consiste nella reazione tra nitrato di argento e ammoniaca concentrata formandosi idrossido di argento che con l'aumentare dell'aggiunta di ammoniaca torna in soluzione sotto forma di complesso amminico, dopo ciò una volta aggiunto l'idrossido di sodio si formerà un precipitato nero, il nitruro di argento.